# Georg Heinrich Mettenius
Georg Heinrich Mettenius, född 24 november 1823 i Frankfurt am Main, död 18 augusti 1866 i Leipzig, var en tysk botaniker. 
Mettenius blev medicine doktor i Heidelberg 1845, professor i Freiburg im Breisgau 1850 och i Leipzig 1853. Han blev berömd genom grundlig forskning och författarskap över ormbunkarna i både växtanatomisk, utvecklingshistorisk och systematisk riktning, särskilt arbetena Filices horti botanici Lipsiensis (med 30 kolorerade tavlor, 1856) och Ueber einige Farngattungen (tre delar, 1856–1859). Han avled i kolera.
Auktorsnamnet Mett. kan användas för Georg Heinrich Mettenius i samband med ett vetenskapligt namn inom botaniken; se Wikipediaartiklar som länkar till auktorsnamnet.